# マリー・ブラックモン
マリー・ブラックモン（フランス語: Marie Bracquemond, 結婚前の名：マリー・アンヌ・カロリーヌ・キヴォロン, フランス語: Marie Anne Caroline Quivoron, 1840年12月1日 - 1916年1月17日）はフランスの画家である。夫の画家、版画家のフェリックス・ブラックモンとともに、印象派の画家たちの中で活動した。

## 略歴
ブルターニュのランドゥンヴェスに生まれた。父親は海軍士官であったが、マリーが生まれて程なく亡くなり、その後、母親は再婚した。最初の絵画教育は地元の画家で若い女性向けの絵画教室を開いていたオーギュスト・ヴァッソール(Auguste Vassort)から受けた。1857年にサロン・ド・パリに応募した家族を描いた作品は受理され展示された。作品はドミニク・アングルに認められ、パリに移り、アングルの弟子になった。当時アングルの工房にはイポリット・フランドランやエミール・シニョルが学んでいた。1859年のサロンに出展し、1864年から連続して出展した。
1867年に、ルーブル美術館で巨匠たちの作品を模写していた時にフェリックス・ブラックモンと知り合い、母親の反対を押し切って、1869年に結婚し、翌年息子が生まれた。夫とともに磁器のデザインの仕事もした。夫が付き合っていた、エドゥアール・マネやエドガー・ドガ、アルフレッド・シスレーらの画家の影響を受けて 、アングルから学んだ新古典主義のスタイルから、「印象派」のスタイルに移っていった。1879年の「印象派展」(「アンデパンダン、レアリスト、印象派の美術家たちグループによる展覧会)に出展し、1880年、1886年の印象派展にも出展した。1886年にはポール・ゴーギャンと知り合いその影響も受けた。
夫婦でセーブルに住み、セーブルの近郊で家族たちを描いた。夫が亡くなった2年後にパリかセーブルで死去した。

## 作品

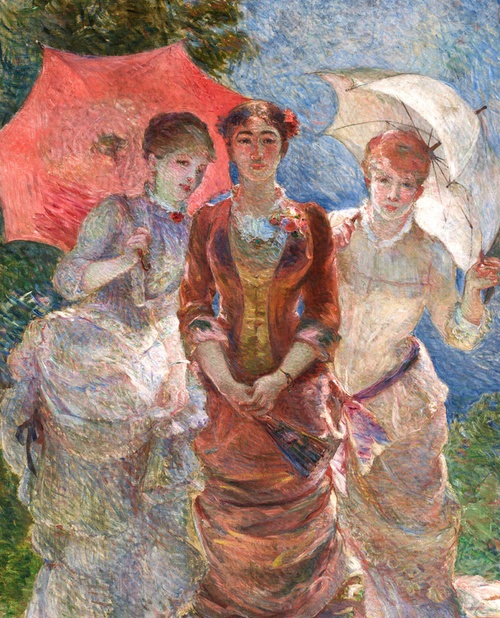
日傘を持つ3人の女性 (1880)
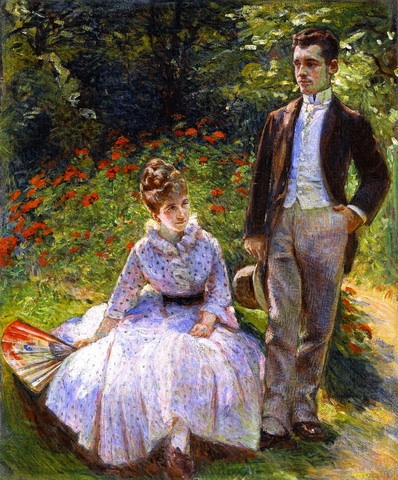
息子と妹 (1890)
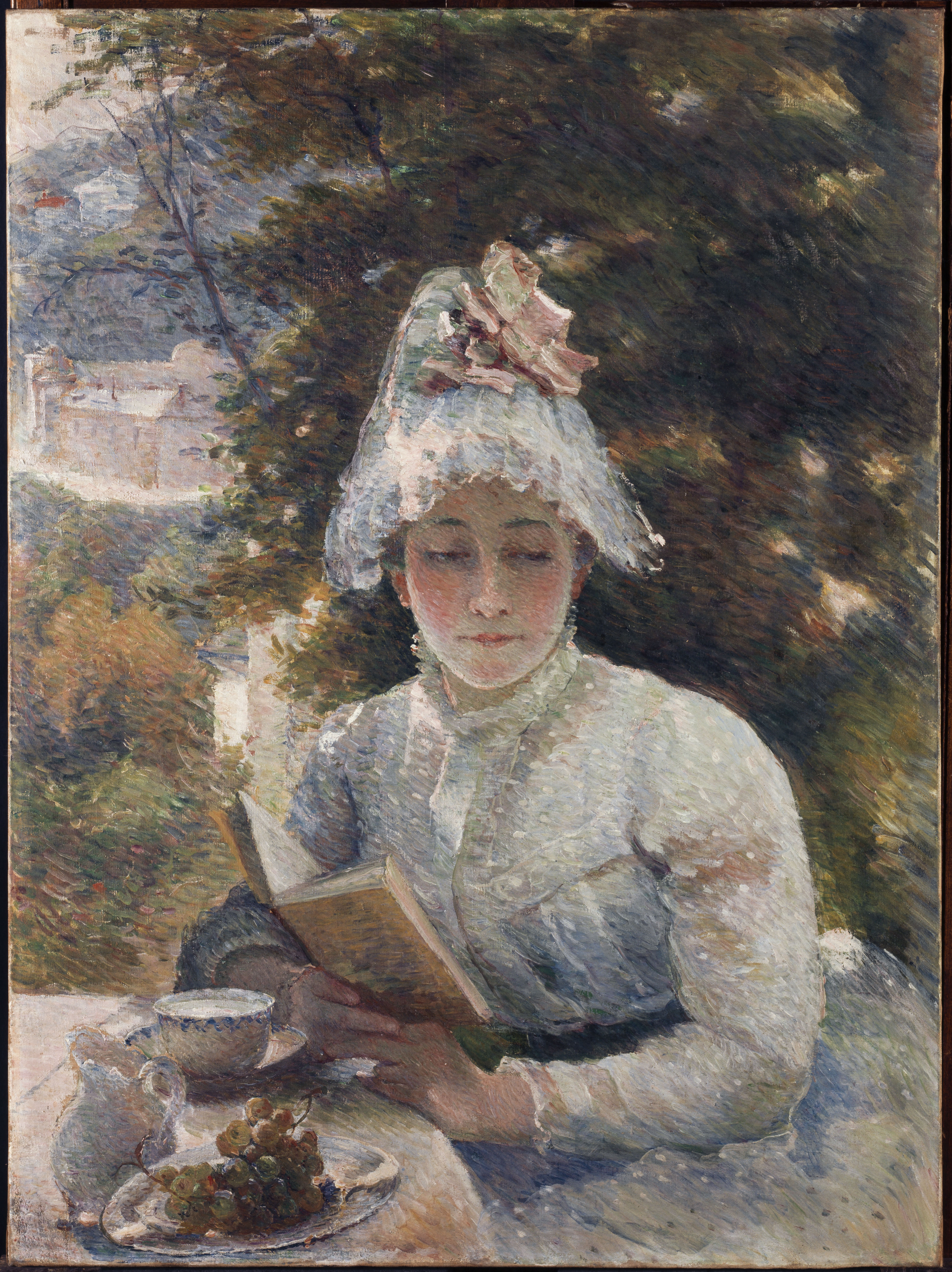
午後のお茶(1880)
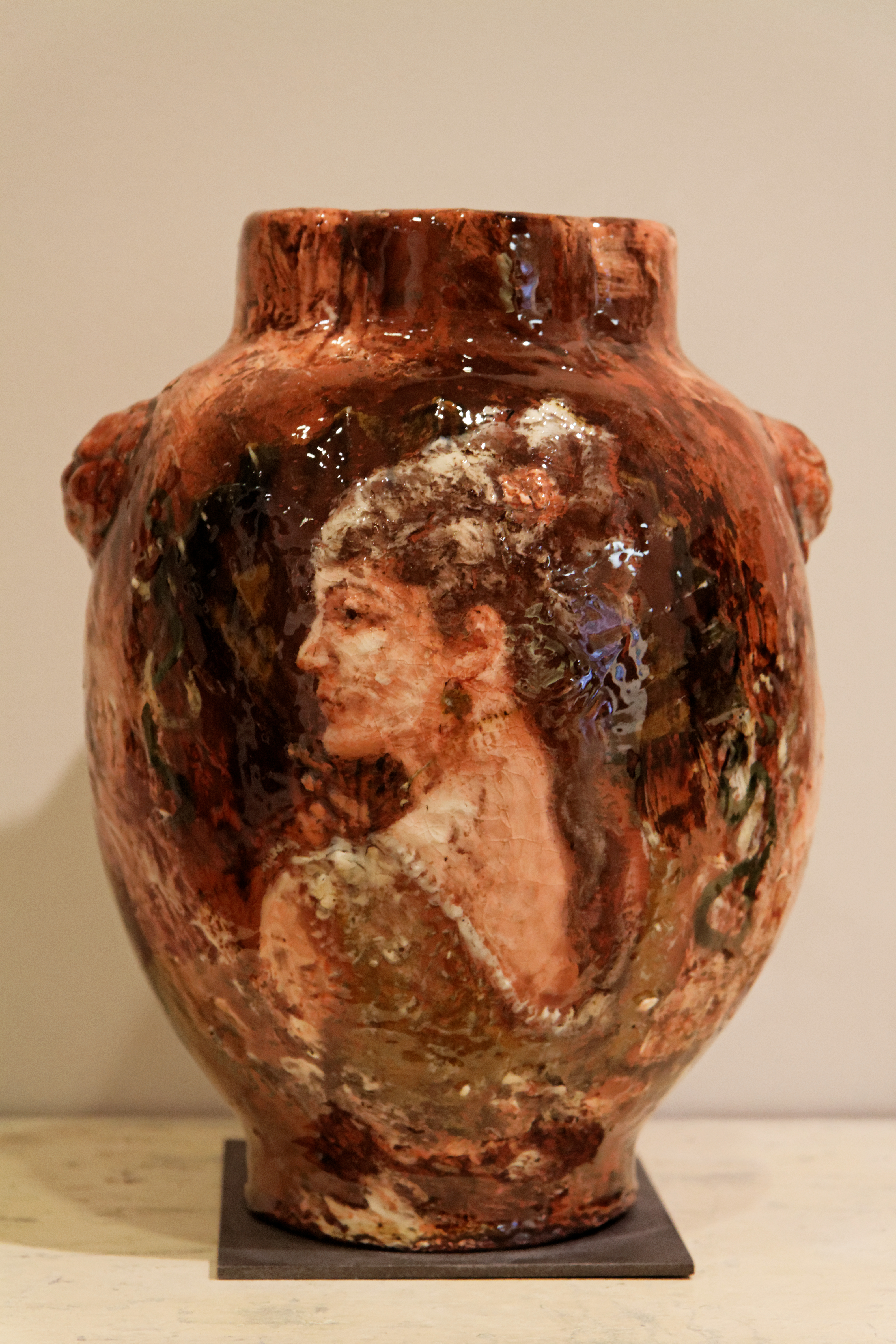
陶器の絵

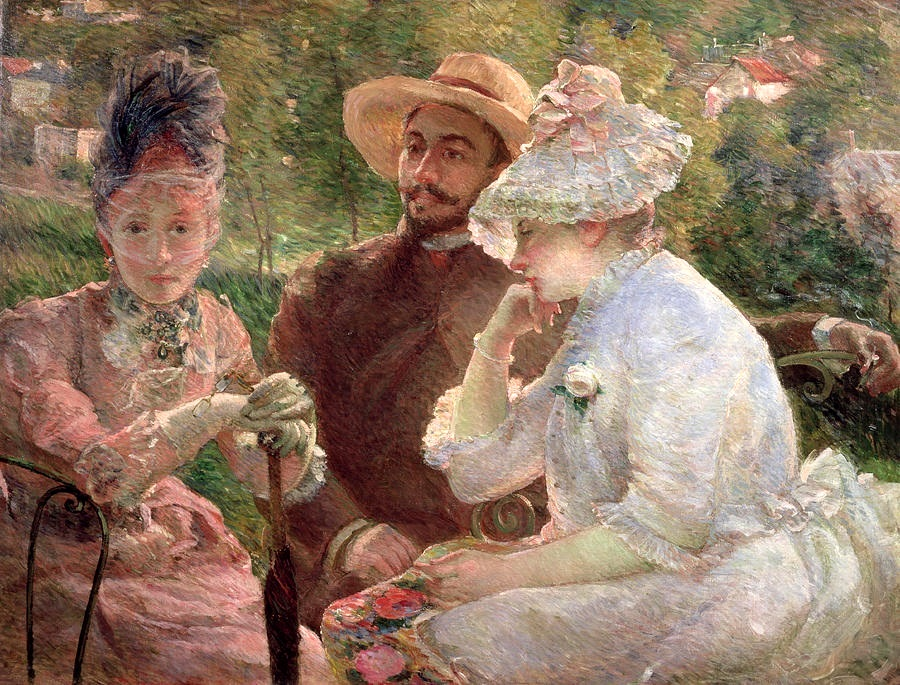
『セーヴルのテラスにて』(1880) プティ・パレ (ジュネーヴ)
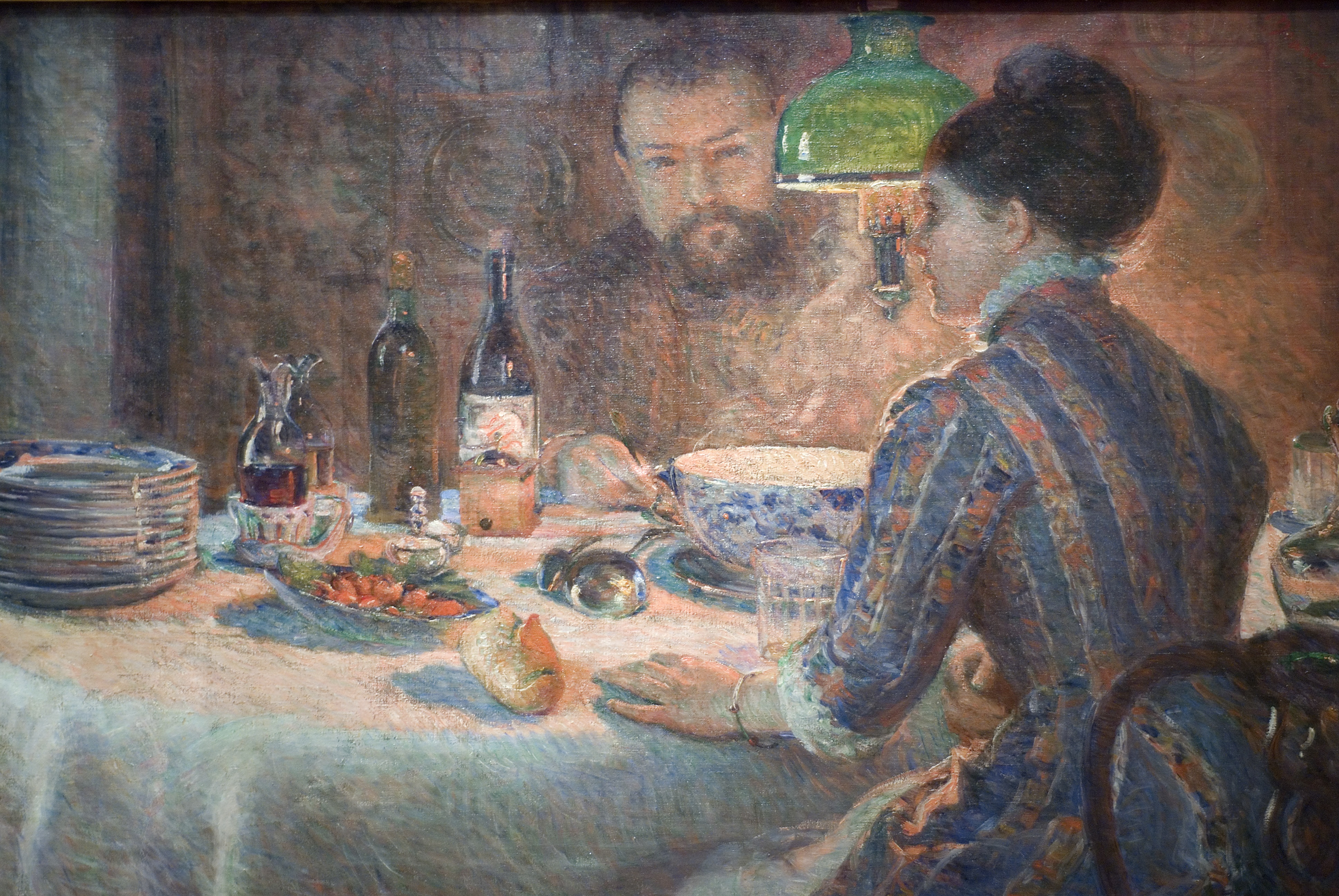
ランプの下で(1877)
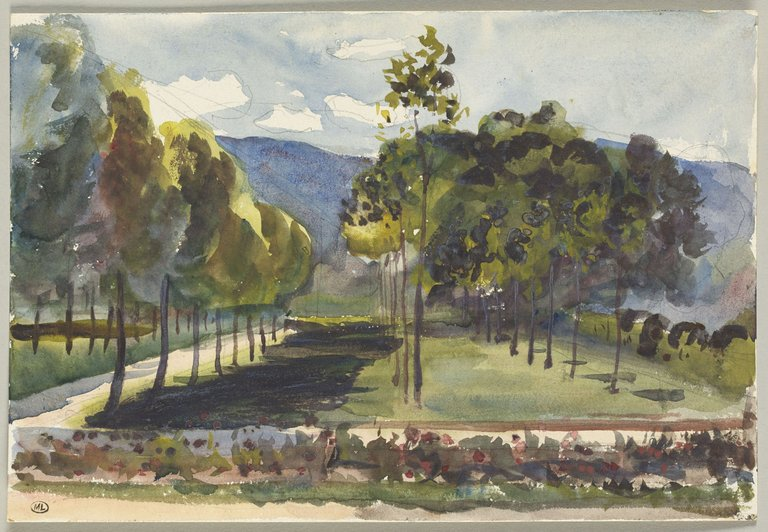
風景画 オルセー美術館